# HP-75

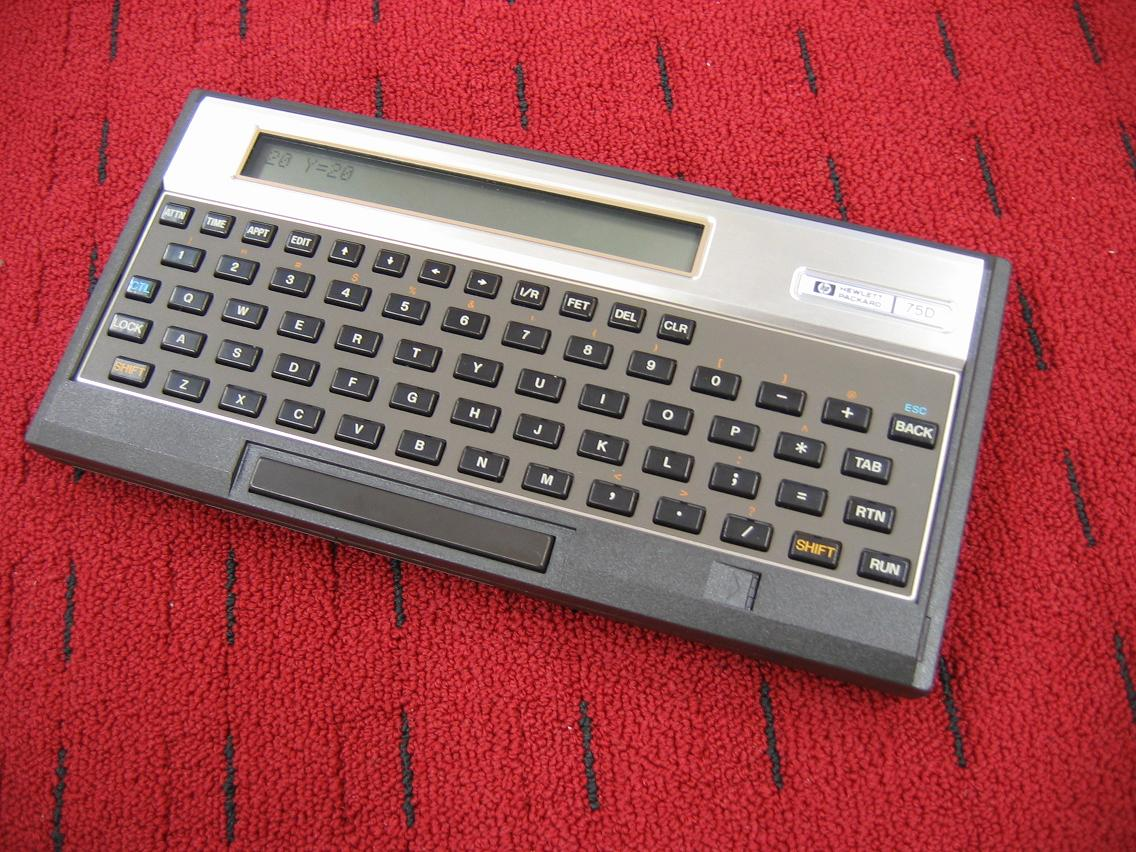
Computadora de mano HP-75D programable en BASIC. Las tarjetas magnéticas se insertan a la derecha de la barra de espacio.

El HP-75C y el HP-75D eran computadoras de mano programables en BASIC, hechos por Hewlett-Packard desde 1982 a 1986.
El HP-75 tenía un pantalla de cristal líquido de una sola línea, 48 KB de ROM del sistema y 16 KB RAM, un teclado comparativamente grande, aunque sin el teclado numérico separado (keypad), un lector de tarjeta magnética manual (2×650 bytes por tarjeta), un puerto de enchufe para la expansión de memoria, y una interfaz HP-IL que podía ser usada para conectar impresoras, almacenamiento y el equipo de prueba electrónico. El interpretador BASIC incluyó capacidades para manejar archivos, usando para almacenamiento de programa, la memoria RAM, tarjetas, o casetes/disquetes (vía HP-IL).
Otras características incluyeron un editor de textos así como un recordador de citas con alarmas, similar a funciones de PDAs modernos.
El HP-75D (1984-1986) agregó un puerto para un lector de código de barras manual, usado a menudo para tareas de control de inventario.
El HP-75 era comparativamente costoso en $995 MSRP para el 75C, o $1095 MSRP para el 75D, haciéndolo menos popular que el más barato modelo sucesor, el HP-71B.

## Miscellanea
En HP, el nombre código interno para el 75C era Kangaroo (canguro), y el 75D fue apodado Merlin.